# Курамагомедов, Заур Исматулаевич
Зау́р Исматула́евич Курамагоме́дов (род. 30 марта 1988, Тырныауз, Кабардино-Балкарская АССР) — российский борец греко-римского стиля, двукратный чемпион России, бронзовый призёр чемпионатов мира и Европы, бронзовый призёр Олимпиады 2012 года в Лондоне. Выступает в весовой категории до 60 кг.

## Биография
Заур Курамагомедов родился 30 марта 1988 года в городе Тырныауз Кабардино-Балкарской АССР. По национальности — наполовину аварец (по линии отца), наполовину балкарец (по линии матери). В борьбу пришёл в возрасте 10 лет под влиянием отца, работавшего тренером. После окончания школы Курамагомедов переехал из города Тырныауз в Ростов-на-Дону. На летних Олимпийских играх 2012 Заур Курамагомедов завоевал бронзовую медаль. Чтобы попасть на Олимпиаду в Лондон, Заур Курамагомедов обошёл Ислам-Беку Альбиева, который выиграл в 2008 году Игры в Пекине.

## Личная жизнь
Отец Исматула по национальности — аварец, родом из села Балахани, Унцукульского района Дагестана, однако вырос он в Буйнакске. Мать — балкарка, уроженка Тырныауза. Является футбольным болельщиком, болеет за махачкалинский «Анжи» и нальчикский «Спартак».

## Спортивные достижения
- 2012 XXX Олимпийские игры в Лондоне — ;
- 2012 Чемпионат России — ;
- 2011 Чемпионат мира по борьбе 2011 — ;
- 2011 Чемпионат России — ;
- 2011 Гран-при Иван Поддубный — ;
- 2010 Чемпионат России — ;
- 2010 Чемпионат Европы — ;
- 2010 Гран-при Иван Поддубный — ;
- 2008 Чемпионат России —  (до 55 кг);
- 2008 Гран-при Иван Поддубный —  (до 55 кг);
- 2007 Чемпионат Европы —  (до 55 кг);
- 2006 Чемпионат мира среди юниоров —  (до 55 кг).

## Награды
- Орден «За заслуги перед Кабардино-Балкарской Республикой» (29 августа 2016) — за большой вклад в развитие физической культуры и спорта, высокие спортивные достижения на Олимпийских играх
- Медаль ордена «За заслуги перед Отечеством» II степени (13 августа 2012) — за большой вклад в развитие физической культуры и спорта, высокие спортивные достижения на Играх XXX Олимпиады 2012 года в городе Лондоне (Великобритания)[6]
- Заслуженный мастер спорта России (20 августа 2012)[7]